# Journal officiel de la République française
Journal officiel de la République française, Journal officiel, JO eller JORF är en av den franska regeringens officiell tidning, där alla lagar och dekret, fullständiga protokoll från Frankrikes parlament samt vissa associationsrättsliga förändringar offentliggörs. Tidningen innehåller även kungörelser av myndighetsbeslut och förvaltningsrättsliga åtgärder samt utnämningar.

## Innehåll
Le Journal officiel utkommer med ett flertal undertitlar och editioner:
- Lois et décrets – Lagar och dekret
- Associations et fondations d'entreprises, JOAFE – Föreningar och företagsstiftelser
- Débats parlementaires – parlamentsdebatt
- Documents administratifs – förvaltningsdokument

### Lagar och dekret
Lagar och dekret är den huvudsakliga titeln, och innehåller dels lagar och dekret, dels kungörelser om vissa myndighetsbeslut, förvaltningsrättsliga åtgärder och utnämningar.

### Föreningar och företagsstiftelser
Undertiteln Föreningar och företagsstiftelser utges varje vecka som en bilaga till Lagar och dekret. Här offentliggörs nybildande, upplösning och stadgeförändringar i fyra olika associationsformer:
- ideella föreningar enligt 1901 års lag (association 1901),
- samfällighetsföreningar för bostadsändamål (associations syndicales de propriétaires),
- företagsstiftelser (fondations d'entreprise), samt
- allmännyttiga stiftelser (fonds de dotation).

Tidigare redovisades dessa tillkännagivanden som en egen rubrik i tidningen, men sedan 2 januari 1985 samlas dessa kungörelser som en egen undertitel.

### Parlamentsdebatt
Journal officiel innehåller även fullständiga diskussionsprotokoll för senatens och nationalförsamlingens sammanträden, vilka publiceras med samma undertiteln men i olika upplagor.

### Förvaltningsdokument
Documents administratifs kallas för en egen edition, att jämföra med de tre tidigare undertitlarna. Här publiceras en bredd av handlingar där de mest publika utgörs av årsredovisningar från vissa statliga organ och kommittéer samt redovisningen av kandidaters respektive partiers kampanjmedel i allmänna val. Andra handlingar utgörs av arbetsrättsliga regler, normer för revisionsverksamhet, statliga redovisningsregler med mera.

## Utgivning
Le Journal Officiel ges ut tisdag till söndag av Direktoratet för juridisk och administrativ information (franska: Direction de l’information légale et administrative), som sorterar under Frankrikes premiärminister och närmast under regeringens generalsekreterare. 
I början av 1980-talet gjordes Journal Officiel tillgänglig över det franska videotex-systemet Minitel, med anropet 3615 JOEL vilket står för Journal officiel électronique. Så småningom följer en internetversion, som publiceras på http://www.journal-officiel.gouv.fr. Från 2004 får internetversionen samma legala status som pappersupplagan.
Under premiärminister Manuel Valls beslutades att upphöra med pappersutgåvan, från och med 2016. Bakgrunden var ett minskat antal abonnenter från 30 000 år 2004 till cirka 2 200 år 2015. I samband med övergången till internetpublicering blev tidningen även tillgänglig gratis. Tidningen är sedan dess tillgänglig på https://www.legifrance.gouv.fr/.

## Historik
Med början den 1 januari 1869 fick tidningen namnet le Journal officiel de l'Empire français, och var genom beslut av statsministeriet en av flera tidningar som publicerade officiella nyheter från republiken. Den 5 november 1870 fastställs genom ett dekret att promulgation av lagar och dekret sker genom att författningarna publiceras i Journal officiel, som därmed ersätter le Bulletin des lois som huvudsaklig officiell tidning. Bulletin des lois fortsatte dock att publicera vissa officiella texter, och utkom fram till och med 31 mars 1931.